# FK Lada Toljatti
Lada (ruski: Лада) je ruski nogometni klub iz grada Toljattija.